# Граф, Вилли
Вилли Граф (нем. Willi Graf; 2 января 1918, Ойскирхен — 12 октября 1943, Мюнхен) — участник студенческой антифашистской организации «Белая роза» в Германии во время Второй мировой войны. Группа занималась распространением листовок и нанесением антиправительственных надписей на стены. В 1943 году арестован, признан виновным в государственной измене и казнён.

## Биография
Родился в семье оптового торговца вином. В юности вступил в католическую организацию «Серый орден». Пришёл к убеждению, что его религиозная вера несовместима с германским фашизмом. Отказался вступать в Гитлерюгенд. В 1938 году правительство запретило все молодёжные организации, конкурирующие с Гитлерюгендом. Графа арестовали и три недели он был в заключении под следствием.
В 1940 году Графа призвали в армию в качестве санитара, принимал участие во вторжении во Францию, в оккупации Югославии. В 1942 году его вернули в Германию, в Мюнхенский университет для получения медицинского образования. В этот период он сблизился со студентами из антифашистской группы «Белая роза» и вступил в неё. Группа оказывала ненасильственное сопротивление, её участники рассылали по случайным почтовым адресам листовки с критикой правительства.
В июле 1942 года Граф и ещё два члена группы, Ганс Шолль и Александр Шморель, были призваны в армию на восточный фронт как медицинские работники. Негативное отношение Графа к властям укрепилось, он был поражён жестокостью солдат к гражданскому населению СССР и советским военнопленным. В письме к своей сестре Аннелизе он писал: «Война здесь, на Востоке приводит к таким ужасам, которые я не мог себе представить… Просто немыслимо, что такое может происходить… Я мог бы рассказать тебе больше, но я не доверяю письму». В ноябре 1942 года их отозвали с фронта, и они вернулись в Мюнхен. Все трое поняли, что Германии не победить в войне.
В следующем месяце группа приступила к созданию листовки «Призыв ко всем немцам» с критикой правящего режима. В ней, в частности, содержались строки: «Немцы! Вы хотите, чтобы вас и ваших детей постигла участь евреев?», группа распространила около 10 тысяч таких листовок. В феврале 1943 года Граф, Шолли и Шморель несколько раз выходили по ночам, чтобы наносить на стены жилых домов и государственных учреждений надписи «Свобода» и «Долой Гитлера!».
18 февраля Софи и Ганс Шолль разбрасывали листовки в Мюнхенском университете, где их заметил завхоз, сообщивший об этом в гестапо. В последующие дни гестапо арестовало нескольких членов группы. 19 апреля 1943 года судья Роланд Фрейслер приговорил Графа к смертной казни за государственную измену, подрыв боевого духа, а также содействие врагу. Шесть месяцев в ожидании казни Граф провёл в одиночном заключении.

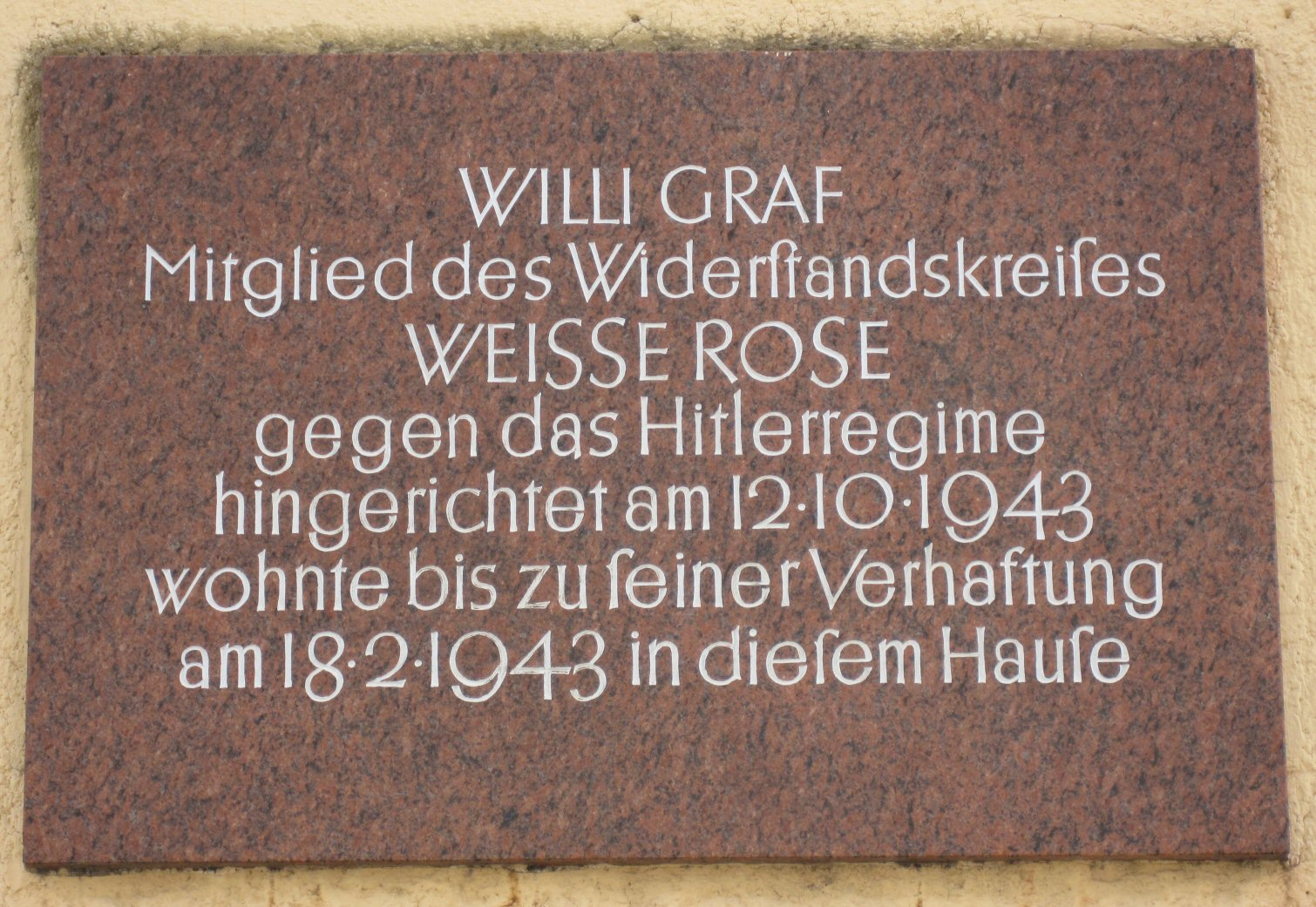
Мемориальная доска в Мюнхене

12 октября 1943 года Граф был казнён на гильотине.

## Память
Его именем названы школы в Мюнхене, Берлине, Ойскирхене, Виллихе, Саарбрюккене, Кобленце, Санкт-Ингберте, улица в Бонне и ряд других объектов.